# Hygrotus

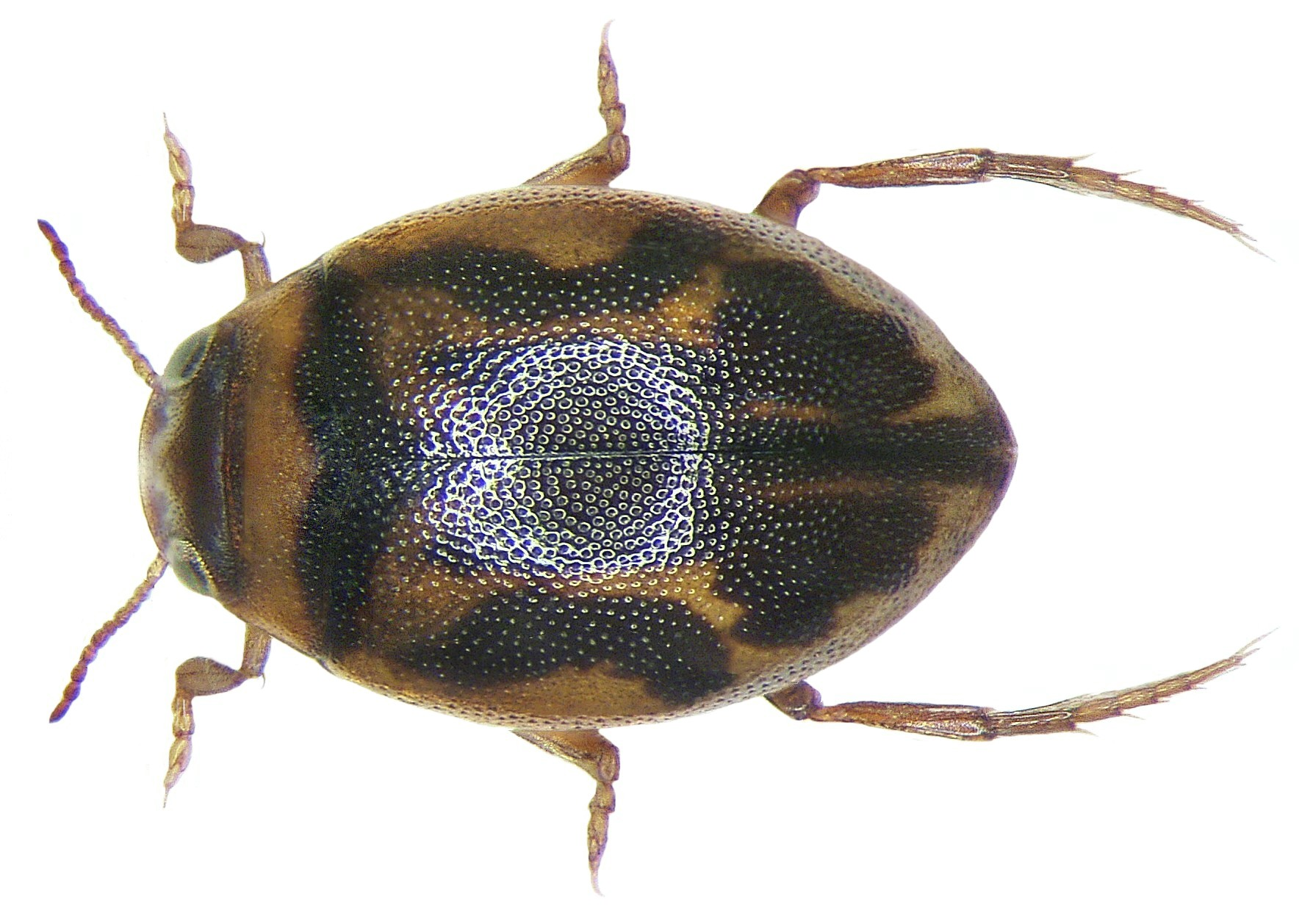
H. inaequalis

Hygrotus là một chi bọ cánh cứng trong họ Dytiscidae.

## Danh sách loài
Loài này có 2 phân loài (Coelambus và Hygrotus) và có khoảng 70 loài, bao gồm:
- Hygrotus acaroides
- Hygrotus artus
- Hygrotus caspius
- Hygrotus chinensis
- Hygrotus compar
- Hygrotus confluens
- Hygrotus curvilobus
- Hygrotus decoratus
- Hygrotus dissimilis
- Hygrotus distinctus
- Hygrotus enneagrammus
- Hygrotus falli
- Hygrotus farctus
- Hygrotus flaviventris
- Hygrotus fresnedai
- Hygrotus impressopunctatus
- Hygrotus inaequalis
- Hygrotus infuscatus
- Hygrotus inscriptus
- Hygrotus intermedius
- Hygrotus laccophilinus
- Hygrotus lagari
- Hygrotus lernaeus
- Hygrotus lutescens
- Hygrotus marklini
- Hygrotus masculinus
- Hygrotus nigrescens
- Hygrotus novemlineatus
- Hygrotus nubilus
- Hygrotus obscureplagiatus
- Hygrotus orthogrammus
- Hygrotus pallidulus
- Hygrotus parallellogrammus
- Hygrotus patruelis
- Hygrotus picatus
- Hygrotus polonicus
- Hygrotus punctilineatus
- Hygrotus saginatus
- Hygrotus sanfilippoi
- Hygrotus salinarius
- Hygrotus sayi
- Hygrotus sellatus
- Hygrotus semivittatus
- Hygrotus stefanschoedli
- Hygrotus suturalis
- Hygrotus sylvanus
- Hygrotus tumidiventris
- Hygrotus turbidus
- Hygrotus unguicularis
- Hygrotus urgensis
- Hygrotus versicolor
- Hygrotus zigetangco

## Hình ảnh

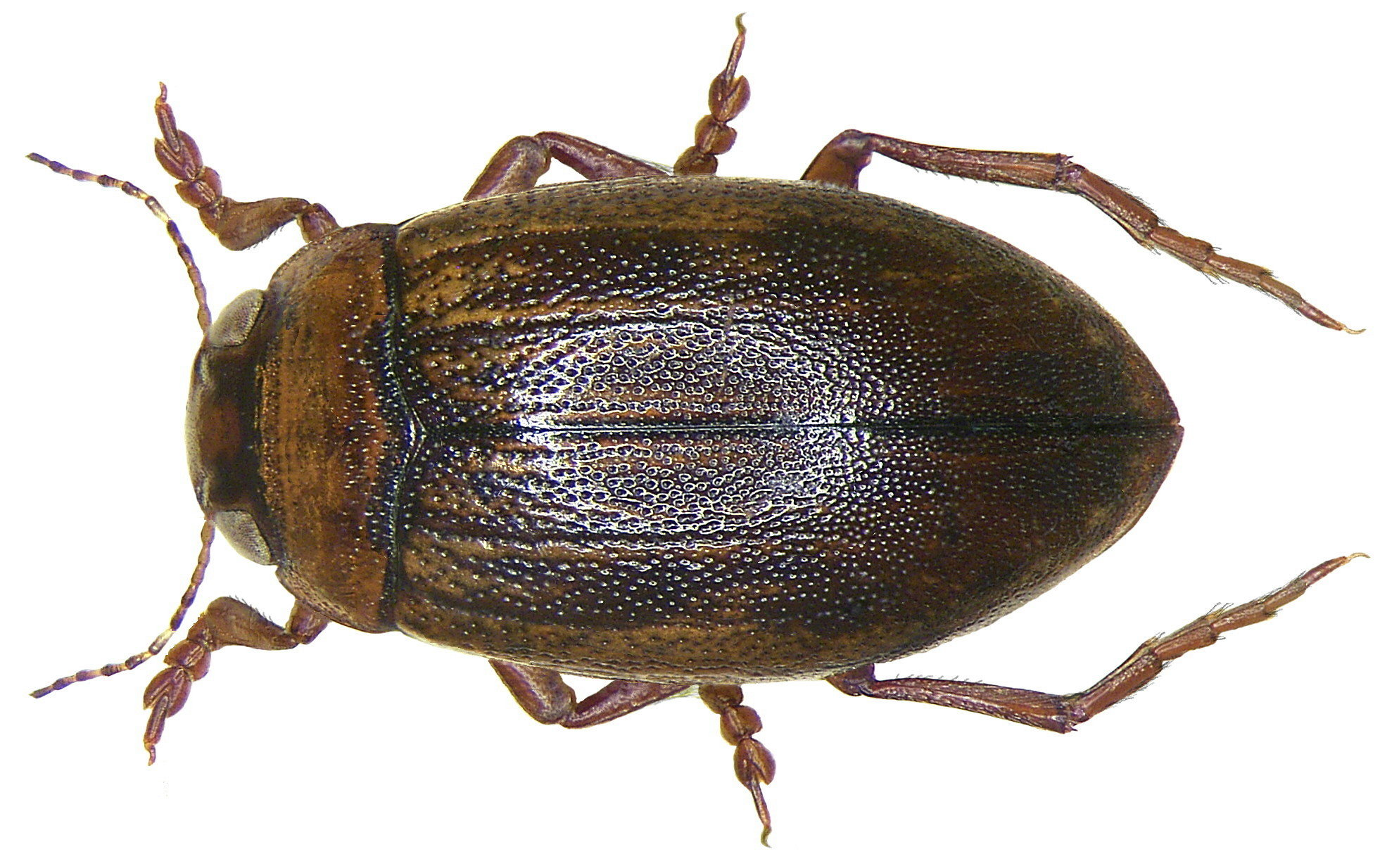